# Navahı
Navahı (ryska: Наваги) är en ort i Azerbajdzjan.   Den ligger i distriktet Hacıqabul Rayonu, i den östra delen av landet, 80 km sydväst om huvudstaden Baku. Navahı ligger 33 meter över havet och antalet invånare är 3 354.
Terrängen runt Navahı är huvudsakligen platt, men söderut är den kuperad. Närmaste större samhälle är Şirvan, 18,4 km sydväst om Navahı.
Omgivningarna runt Navahı är i huvudsak ett öppet busklandskap. Runt Navahı är det ganska tätbefolkat, med 52 invånare per kvadratkilometer.